# Teklanika (fiume)
Il Teklanika è un fiume dell'Alaska centromeridionale, negli Stati Uniti d'America. 

## Etimologia
Nella lingua dei nativi locali "Teklanika" significa "torrente Tekla". In Tanana meridionale, la lingua locale facente parte delle lingue athabaska del nord, il fiume è invece chiamato Tach'edhaneek'a, che significa "fiume amuleto d'acqua".

## Percorso
Il Teklanika si snoda per circa 146 km, partendo dal ghiacciaio Cantwell, sito nella parte centrale della catena dell'Alaska, all'interno del parco nazionale del Denali, per poi unire il proprio corso a quello del Nenana, a sua volta affluente del fiume Tanana, uno dei tanti corsi d'acqua facenti parte del bacino di drenaggio dello Yukon. Il percorso del Teklanika si dirige inizialmente verso nord, con un aspetto a canali intrecciati, restringendosi e velocizzando le correnti del fiume quando attraversa la dorsale Primrose, per poi formare nuovamente diversi canali intrecciati quando attraversa la Stampede Trail Valley e restringersi ancora in corrispondenza della dorsale Tekla. A circa metà della sua lunghezza il corso del Teklanika vira verso nord-est, serpeggiando attraverso una complessa serie di lanche e laghi nella valle del fiume Tanana meridionale, fino a entrare nel Nenana.
Il fiume è attraversato dalla Denali Park Road e dallo Stampede Trail, e all'inizio del XX secolo è stato ampiamente esplorato in virtù dei numerosi giacimenti di carbone, oro e platino trovati lungo le sue sponde.

## Cultura di massa
Nel libro Nelle terre estreme, di Jon Krakauer, il Teklanika è considerato essere il punto di non ritorno per il viaggiatore statunitense Christopher McCandless. Nell'agosto del 1992, il fiume, gonfiato dallo scioglimento stagionale dei ghiacciai, costituì infatti un insormontabile e fatale ostacolo per il viaggio di ritorno dell'uomo, il quale si ritrovò di fatto intrappolato in una zona priva di cibo per lui commestibile in cui infine trovò la morte, probabilmente per fame.
Negli anni successivi, diversi viaggiatori desiderosi di recarsi sul luogo della morte di McCandless si trovarono in difficoltà quando dovettero attraversare il fiume, talvolta rimettendoci anche la vita. Nell'agosto 2010, ad esempio, la viaggiatrice svizzera Claire Ackermann affogò nel tentativo di attraversare il fiume mentre era legata a una corda che era stata tesa da una sponda all'altra da precedenti escursionisti.